# William Patrick Stuart-Houston
William Patrick "Willy" Stuart-Houston (nascido com o sobrenome Hitler) (Liverpool, 12 de março de 1911 — Long Island, 14 de julho de 1987) foi um sobrinho de Adolf Hitler.
Filho do meio-irmão de Adolf Hitler, Alois Hitler Jr., e sua primeira esposa, Bridget Dowling.
De 1933 a 1938 viveu na Alemanha. Depois de regressar ao Reino Unido, escreveu um artigo na revista Look com o título "Porque odeio o meu tio". 
Em 1939, passou a morar nos Estados Unidos, onde se alistou na marinha e lutou na Segunda Guerra Mundial.
Depois de sair da Marinha, mudou de nome, casou-se com uma alemã e esqueceu tudo sobre o seu meio tio.
Morreu desconhecido no Estado de Nova Iorque em 1987.